# Louis Gurlitt
Heinrich Louis Theodor Gurlitt, conosciuto anche come Louis Gurlitt (Altona, 8 marzo 1812 – Naundorf, 19 novembre 1897), è stato un pittore tedesco-danese di paesaggi.
Suo fratello era il compositore Cornelius Gurlitt, e suo figlio è stato l'architetto e storico dell'arte chiamato anch'egli Cornelius Gurlitt.

## Biografia
Louis Gurlitt è stato un pittore danese, nato ad Altona in Holstein da Johan August Wilhem Gurlitt e Helene Eberstein. Altona era allora una delle più grandi città danesi, grazie a privilegi reali che permettevano, tra le altre cose, la libertà di religione. Ha ricevuto il suo primo grado nello studio di Siegfried Detlev Bendixen ad Amburgo. Gurlitt studiò a Copenaghen nel 1832 e vinse una medaglia d'argento nel 1833, ed espose qui fino al 1875 circa. L'accademia riconobbe in lui uno degli studenti più maturi e di talento. Ha sposato Elise Saxild nel 1837. Dopo la sua morte nel 1839, si sposò con Julie Bürger, con la quale ha avuto un figlio. Dopo la morte della sua seconda moglie nel 1844 sposò Elisabetta Lewald nel 1847. Dopo il matrimonio ha sempre vissuto in Austria e Germania. Essendo a Holsten scelse la parte tedesca nei conflitti nel 1848 e il 1864, quando la Prussia vinse la guerra e Schleswig - Holstein era sotto il regno del re danese. Era conosciuto per i suoi dipinti ad olio. Gurlitt rimase ben collegato ai pittori danesi anche se lui era nato danese e poi diventato tedesco. La collezione reale di dipinti possiede sei delle sue opere più famose. La sua pittura dal titolo Paesaggio norvegese è stata venduta all'asta a 22174 $ nel 2012 a Londra, nell'asta "Dipinti europei" di Sotheby's.
Alcuni dei suoi dipinti sono:
- Paesaggio nei pressi di Salisburgo
- Monte Pellegrino
- Baia di Ieranto con i pescatori
- Paesaggio Italiano del Nord

I suoi dipinti erano presenti nelle aste "dipinti del XIX secolo" e "dipinti europei del XIX secolo".